# Latonia seyfriedi
Latonia seyfriedi (Syn. Latonia gigantea) ist ein ausgestorbener Froschlurch aus der Familie der Geburtshelferkröten (Alytidae), der vor ca. 15,2 bis 11,2 Millionen Jahren im Mittelmiozän von Mitteleuropa lebte. Latonia seyfriedi ist die Typusart der Gattung Latonia. Die am nächsten verwandte rezente Art ist der Israelische Scheibenzüngler (Latonia nigriventer), zugleich der einzige noch lebende Angehörige der Gattung.

## Etymologie und Forschungsgeschichte
Der Gattungsname bezieht sich auf einen Beinamen der römischen Jagdgöttin Diana (Latonia = „Tochter der Latone“). In der Sage wurden auf Bitten Latones einige Bauern zur Bestrafung in Frösche verwandelt. Der Artzusatz ehrt Johann Baptist von Seyfried aus Konstanz aus dessen Privatsammlung der Holotypus stammte. Die Erstbeschreibung erfolgte durch Hermann von Meyer 1843 bzw. 1845.
Die Seyfried’sche Sammlung, einschließlich des Holotypus von Latonia seyfriedi, gelangte zunächst 1854 als Schenkung an das Lyceum in Konstanz. In weiterer Folge ging die Sammlung 1933, im Austausch gegen eine mineralogisch-petrographisch-geologische Lehrsammlung, in den Besitz der damaligen „Landessammlungen für Naturkunde Karlsruhe“ über (heute Staatliches Museum für Naturkunde Karlsruhe – SMNK).
Eine Neubeschreibung der Art erfolgte durch Zbyněk Roček, 1994. Erneute Aufmerksamkeit in Wissenschaft und Öffentlichkeit erlangte Latonia seyfriedi als der Israelische Scheibenzüngler (Latonia nigriventer) als letzter lebender Vertreter der zuvor als ausgestorben betrachteten Gattung Latonia erkannt wurde.
Bereits 1851 hatte Édouard Armand Lartet auf Basis isolierter Skelettelemente aus der Fossillagerstätte Sansan in Frankreich eine ähnliche Art als Rana gigantea beschrieben, die 1890 durch Richard Lydekker als Latonia gigantea in die Gattung Latonia gestellt wurde. Die neue Art zeichnete sich durch eine auffällige Skulpturierung an der Außenseite mehrerer Schädelknochen aus. Nachdem alle Exemplare von Latonia seyfriedi, bei denen entsprechende Teile des Schädelskeletts vorhanden sind, mit ihrer Dorsalseite im Sediment eingebettet sind, war ein entsprechender Vergleich jedoch nicht bzw. nur mit erheblichem Präparationsaufwand an den, auch wissenschaftshistorisch bedeutsamen, Belegstücken möglich. Theoretisch bestand demnach die Möglichkeit, dass sich Latonia seyfriedi als konspezifisch mit einer der anderen fossilen Latonia-Arten erwies. In diesem Fall hätte der Artname Latonia seyfriedi Priorität und der Name des konspezifischen Taxons würde als Juniorsynonym obsolet.
Das Problem konnte erst gelöst werden, nachdem sich die zerstörungsfreie Methode der Computertomografie auch in der Paläontologie etabliert hatte und das Teylers Museum in Haarlem sein historisches Exemplar für eine entsprechende Untersuchung freigab. Dabei stellte sich heraus, dass Latonia seyfriedi dieselbe Oberflächenskulpturierung der Schädelknochen zeigte wie Latonia gigantea und letzteres Taxon damit als Juniorsynonym von Latonia seyfriedi zu werten war.

## Fossilbeleg und Verbreitung
Von Latonia seyfriedi sind insgesamt nur fünf artikulierte Skelett-Exemplare bekannt. Neben dem Holotypus am SMNK (ohne Katalognummer) existieren noch zwei weitere Belegstücke in der Sammlung des Paläontologischen Instituts der Universität Zürich unter den Inventarnummern A-II-27 und A-II-28, sowie ein weiteres Exemplar, das unter der Inventarnummer TMH 8438 am Teylers Museum in Haarlem aufbewahrt wird. Das am Natural History Museum in London aufbewahrte Exemplar NHMUK 42739 ist tatsächlich die 1871 verkaufte Gegenplatte des Zürcher Exemplars A-II-28. Alle Exemplare wurden in der ersten Hälfte des 19. Jhd. in den Steinbrüchen der Fossillagerstätte Öhningen gefunden. Das gesicherte geographische Verbreitungsgebiet von Latonia seyfriedi beschränkte sich dementsprechend zunächst auf diese Lokalität.
Das Zürcher Exemplar A-II-27 ist weitgehend disartikuliert und enthält offensichtlich Überreste von mehr als einem Individuum. Sowohl der Holotypus als auch das Zürcher/Londoner Exemplar A-II-28/NHMUK 42739 und das Haarlem-Exemplar TMH 8438 sind Einzelindividuen mit weitgehend artikuliertem Schädelskelett. Alle Exemplare liegen mit der Ventralseite frei. Die Dorsalseite ist im Gestein eingebettet.

## Merkmale
Latonia seyfriedi war ein relativ großer Froschlurch, der eine Kopf-Rumpf-Länge von bis zu 20 cm erreichen konnte.
Die weitere Beschreibung erfolgt, sofern nicht anders angegeben, in Anlehnung an Roček, 1994 bzw. Biton et al., 2014.

### Merkmale auf Gattungsebene
- Das Os angulare (Praeartikluare in Roček, 1994[4][7]) trägt, im Gegensatz zu allen anderen Froschlurchen, zwei Kronenfortsätze (Processus coronoideus und Processus paracoronoideus[7]) statt nur einem.
- Eine flache, vergrößerte und deutlich umrandete Oberkante der hinteren Seitenfläche des Os angulare (Praeartikluare).
- Das Flügelbein (Os pterygoideum) zeigt ventral (bauchseitig) einen deutlich ausgebildeten, flanschartigen Fortsatz.
- Maxilla mit langgezogenem, geradem und horizontalem dorsalem Rand des Processus zygomatico-maxillaris (Jochbeinfortsatz des Oberkiefers) und deutlich ausgebildetem pterygoidem Fortsatz (Processus pterygoideus).
- Innenseite der Maxilla im posterioren Bereich, beim Processus pterygoideus, mit einer deutlichen Einbuchtung.

### Merkmale auf Artebene
Latonia seyfriedi unterscheidet sich vom Israelischen Scheibenzüngler (Latonia nigriventer) durch die markante Skulpturierung an der Außenseite von Maxilla, Frontoparietale (Verschmelzung von Frontale und Parietale), Nasale und Squamosum. Der fossilen Art Latonia caucasica scheint die Skulpturierung an Maxilla und Squamosum zu fehlen. Bei Latonia ragei und Latonia vertaizoni lässt sich keine Skulpturierung der Maxilla nachweisen.

## Paläoökologie
Obwohl von Latonia seyfriedi nur 5 artikulierte Exemplare von einer Fundstelle bekannt sind, lassen sich dennoch einige Aussagen zur Autökologie treffen. Als Stratum typicum, die Fundschicht des Holotypus, wird „im sogenannten Kesselstein“ der Fossillagerstätte Öhningen angegeben. Als „Kesselstein“ wird ein harter, leicht bituminöser Süßwasserkalk bezeichnet, der an der tiefsten Stelle („im Kessel“) des etwas höher gelegenen Steinbruchs („Oberer Steinbruch“ oder kurz einfach „Oberer Bruch“) an der Südflanke des Schiener Berges abgebaut wurde.
Die Fossillagerstätte Öhningen lässt sich in zwei unterschiedliche Ablagerungsräume gliedern. In den Fundstellen am südlichen Schiener Berg überwiegen Süßwasserkalke, die in einem Maarsee abgelagert wurden, der vermutlich durch eine Phreatomagmatische Explosion in der Frühphase des Hegau-Vulkanismus entstanden war. Die etwas weiter nördlich am Schiener Berg gelegenen Fundstellen werden dagegen von Mergeln dominiert, die nach Hantke in den Totarmen eines weitläufigen, verflochtenen Fluss-Systems abgelagert wurden.
Vor allem die zahlreichen Pflanzenfossilien lassen detaillierte Rückschlüsse auf die klimatischen Bedingungen des Lebensraums von Latonia seyfriedi zu. Hantke fasst folgende Eckdaten zusammen:
- 7–8 °C mittlere Temperatur für den kältesten Monat des Jahres
- ~24 °C mittlere Temperatur für den wärmsten Monat des Jahres
- ~15 °C als Jahrestemperaturmittel
- 1300–1500 mm Jahresniederschlagsmenge; relativ gleichmäßig über das Jahr verteilt; d. h. ohne ausgeprägte Trocken- oder Regenzeiten

und vergleicht mit der Köppen'schen Klimaklasse Cfa (warm-gemäßigtes bis subtropisches Regenklima).
Über die Ernährungsweise von Latonia seyfriedi lassen sich kaum detailliertere Aussagen treffen. Die meisten Froschlurche ernähren sich carnivor, wobei das Beutespektrum im Wesentlichen größenabhängig ist. Selbst vom rezenten Vertreter der Gattung (Latonia nigriventer) ist nur eine Analyse des Mageninhalts bekannt (4 Landlungenschnecken und eine Assel) und ein belegter Fall von Kannibalismus in Gefangenschaft. Im Analogieschluss kann vermutet werden, dass sich Latonia seyfriedi von größeren Gliederfüßern, Weichtieren und kleineren Wirbeltieren ernährt hat.